# Discriminação econômica
A discriminação econômica é a discriminação baseada em fatores econômicos. Esses fatores podem incluir disponibilidade de emprego, salários, preços e/ou disponibilidade de bens e serviços e a quantidade de financiamento de investimento de capital disponível para minorias para negócios. Isso pode incluir discriminação contra trabalhadores, consumidores e empresas pertencentes a minorias. Não é o mesmo que discriminação de preços, a prática pela qual os monopolistas (e, em menor grau, os oligopolistas e os concorrentes monopolistas ) cobram de diferentes compradores preços diferentes com base em sua disposição a pagar. 

## História
O reconhecimento da discriminação econômica começou na Lei de Consolidação das Cláusulas Ferroviárias Britânicas (British Railway Clauses Consolidation Act) de 1845, que proibia uma transportadora comum de cobrar de uma pessoa mais pelo transporte de carga do que era cobrado de outro cliente pelo mesmo serviço. 
No direito comum inglês e americano do século XIX, a discriminação era caracterizada como distinções impróprias em transações econômicas; além da questão acima descrita, um dono de hotel que se recusa caprichosamente a ceder quartos a um cliente específico constituiria discriminação econômica. Essas primeiras leis foram projetadas para proteger contra a discriminação de protestantes que poderiam discriminar católicos ou cristãos que possam discriminar os judeus. 
No início do século XX, a discriminação econômica foi ampliada para incluir termos tendenciosos ou desiguais contra outras empresas ou empresas concorrentes. Nos Estados Unidos, a Lei Robinson-Patman (1936), que impede que os vendedores de commodities no comércio interestadual discriminem preços entre compradores de mercadorias de grau e qualidade semelhantes, foi projetada para impedir que trusts integrados verticalmente expulsem concorrentes menores do mercado. através de economias de escala. 
Somente em 1941, quando o presidente dos Estados Unidos, Franklin D. Roosevelt, emitiu uma ordem executiva (decreto) proibindo a discriminação no emprego por uma empresa que trabalha sob um contrato de defesa do governo, que a discriminação econômica assumiu as conotações que tem hoje, que é a discriminação contra as minorias. Em 1960, as leis antitruste e as leis de comércio interestadual haviam efetivamente regulamentado a discriminação intercorporativa tão problemática no final do século XIX e início do século XX, mas o problema da discriminação com base econômica contra as minorias tornou-se generalizado. 

## Causas
Há uma ampla gama de teorias preocupadas com as causas profundas da discriminação econômica. A discriminação econômica é diferente da maioria dos outros tipos de discriminação, porque apenas uma pequena parte dela se deve ao racismo, mas ao que foi chamado de "concepção cínica de que as minorias nem sempre são seus melhores clientes".  Existem três causas principais que a maioria dos teóricos econômicos concorda que são prováveis causas principais. 

### Animosidade
Racismo, sexismo, preconceito de idade e antipatia pela religião, etnia ou nacionalidade de outra pessoa sempre foram componentes da discriminação econômica, assim como todas as outras formas de discriminação. 
A maior parte da discriminação nos Estados Unidos e na Europa é baseada em termos de discriminação racial e étnica — principalmente negros e hispânicos nos Estados Unidos, muçulmanos na Europa. Na maior parte do mundo, as mulheres são mantidas em cargos mais baixos, salários mais baixos e oportunidades restritas de propriedade da terra ou incentivo econômico para abrir negócios ou iniciá-los.  Este caso permanece o mesmo para minorias raciais em certos países. Por exemplo, um estudo realizado pelo Nuffield College, no Reino Unido, descobriu que, usando currículos e cartas de apresentação idênticos, os candidatos a empregos de uma empresa tiveram que se candidatar a 60% a mais de empregos para receber o mesmo número de retornos de chamada que os candidatos brancos. 
Essa forma de discriminação econômica geralmente é realizada por quaisquer grupos considerados "no poder" na época. Por exemplo, na América, a discriminação é muitas vezes considerada a província dos caucasianos, enquanto na Arábia Saudita , são os homens que são considerados discriminatórios. Um estudo sugere que o aumento dos processos de igualdade de oportunidades reduziu bastante esse tipo de discriminação nos Estados Unidos. 

### Custo/receita
Há um certo custo de oportunidade em lidar com algumas minorias, particularmente em nações altamente divididas ou nações onde a discriminação é tolerada. Uma segunda razão comum para esse tipo de discriminação é quando o trabalhador ou consumidor não é eficiente em termos de custos. Por exemplo, algumas lojas no noroeste dos EUA não estocam alimentos específicos, mais usados por certas etnias, apesar dos pedidos, pois acham que o custo é muito alto para um retorno muito baixo. Além disso, o debate sobre a imigração ilegal nos EUA resultou em algumas empresas se recusando a contratar esses trabalhadores com base na probabilidade de serem multados e litigados. 

### Eficiência
Em alguns casos, as minorias são discriminadas simplesmente porque é ineficiente fazer um esforço conjunto para uma alocação justa. Por exemplo, em países onde as minorias constituem uma parte muito pequena da população, ou são, em média, menos educadas do que a média da população, raramente há uma tentativa de focar no emprego de minorias. A Lei de Igualdade de Oportunidades de Emprego nos Estados Unidos quase reduziu a nada esse tipo de justificativa para a discriminação, de acordo com estudos recentes.  As relações entre teoria econômica, eficiência e discriminação, ou "preferências discriminatórias"  são muito mais problemáticas. 

### História/ Tradição
Os fundamentos e raízes da discriminação econômica estão na história. A discriminação de minorias é um ciclo que continua se repetindo em todo o mundo devido a visões históricas e aos resquícios de gerações passadas. 
A escravidão é muitas vezes referida como o "pecado original"' da América como a raiz de todos os problemas raciais contemporâneos decorrentes da época.  São eventos de preconceito racial como esse que causam problemas como a segregação residencial racial, que persiste em causar enormes problemas econômicos para os afro-americanos na sociedade contemporânea dos EUA. Em 2020, o financiamento de escolas em áreas brancas foi US$ 28 bilhões maior do que o financiamento de escolas em áreas tradicionalmente afro-americanas. 
As diferenças salariais para as minorias também são fundadas na história. O preconceito contra as mulheres em empregos bem remunerados tem sido transmitido por gerações, com as mulheres frequentemente recebendo o papel de trabalhadoras domésticas que a história e a tradição lhes deram. Em 2011, um estudo foi conduzido pelo CMI que prevê que a disparidade salarial entre gêneros não será eliminada até 2109.  Além disso, a disparidade salarial racial nos EUA foi causada pelo preconceito das visões racistas tradicionais, em 2020, negros as famílias tinham uma renda familiar média de pouco mais de $ 41.000, no entanto, as famílias brancas têm uma renda familiar média de mais de $ 70.000. Ao longo da história, os grupos que estão "no poder" permaneceram os mesmos e é essa dinâmica de poder que continua a causar discriminação econômica para as minorias. 

## Formas
Existem várias formas de discriminação econômica. A forma mais comum de discriminação é a desigualdade salarial, seguida de práticas de contratação desiguais. Mas também há discriminação contra consumidores minoritários e empresas minoritárias em várias áreas, e discriminação religiosa ou étnica em países fora dos Estados Unidos. 

### Contra os trabalhadores
A maioria das formas de discriminação contra minorias envolve salários mais baixos e práticas de contratação desiguais. 

#### Discriminação salarial
Vários estudos  mostraram que, nos Estados Unidos, vários grupos minoritários, incluindo homens e mulheres negros, homens e mulheres hispânicos, mulheres brancas, homens gays de qualquer raça e pessoas trans de qualquer raça sofrem com a diminuição dos salários para o mesmo trabalho com os mesmos níveis de desempenho e responsabilidades que os homens heterossexuais brancos e asiáticos.  Os números variam de estudo para estudo, mas a maioria indica uma diferença de rendimentos de 5 a 15% mais baixos, em média, entre uma minoria afetada e outros grupos. 
Estudos realizados por especialistas da Universidade de Harvard e da Universidade de Chicago mostraram que, pelo menos para algumas carreiras como as de graduados em MBA, a diferença salarial para as mulheres se deve em grande parte ao tempo dispensado para cuidar dos filhos. O trabalho deles mostrou que os ganhos de homens e mulheres formados em MBA pelas melhores escolas de negócios dos Estados Unidos são quase idênticos no início de suas carreiras. 
No entanto, uma década após a conclusão da graduação, os graduados do sexo masculino começam a ganhar mais do que as graduadas do sexo feminino. Os pesquisadores descobriram que três fatores explicam a diferença nos rendimentos: diferenças no treinamento antes da formatura do MBA, diferenças nas interrupções de carreira e diferenças nas horas semanais. As graduadas do sexo feminino tiveram menos treinamento fora de seu MBA formal, eram mais propensas a tirar folga para cuidar de crianças em período integral e trabalhavam menos horas por semana, em média. No entanto, essas descobertas parecem estar mudando à medida que mais homens buscam carreiras que permitam flexibilidade no cuidado infantil e algumas áreas dominantes femininas, como obstetrícia, estão desenvolvendo novas maneiras de aumentar o equilíbrio entre vida pessoal e profissional. 
Um estudo recente  indicou que os salários dos negros nos EUA flutuaram entre 70% e 80% dos salários dos brancos durante todo o período de 1954 a 1999, e que os aumentos salariais nesse período para negros e mulheres brancas aumentaram pela metade a taxa dos homens brancos. Outros estudos  mostram padrões semelhantes para hispânicos. Estudos envolvendo mulheres encontraram taxas semelhantes ou até piores. 
Outro estudo indicou que os muçulmanos ganhavam quase 25% menos em média do que os brancos na França, Alemanha e Inglaterra, enquanto na América do Sul os negros mestiços ganhavam metade do que os hispânicos ganhavam no Brasil. A maioria das discriminações salariais é mascarada pelo fato de que tende a ocorrer em cargos de baixa remuneração e envolve minorias que podem não se sentir habilitadas a abrir um processo de discriminação ou reclamações contra seus empregadores. 
Em 10 de outubro de 2018, a primeira-ministra, Theresa May, lançou uma consulta de três meses com empresas sobre como as grandes empresas teriam que relatar a diferença salarial entre funcionários de diferentes etnias. 

#### Discriminação na contratação
A discriminação na contratação é semelhante à discriminação salarial em seu padrão. Normalmente, os empregadores optam por contratar um candidato de determinada raça em detrimento de um candidato de minoria, ou um candidato do sexo masculino em vez de uma candidata do sexo feminino, para preencher uma posição. Um estudo sobre os padrões de emprego nos Estados Unidos indicou  que o número de casos de discriminação na contratação aumentou cinco vezes nos últimos 20 anos. No entanto, sua porcentagem como uma fração inteira das contratações da força de trabalho diminuiu quase tão drasticamente. Com as leis rígidas contra a discriminação na contratação, as empresas são muito cuidadosas em quem contratam e não contratam. 
Mesmo assim, estudos  mostraram que é mais fácil para um homem branco conseguir um emprego do que para um homem de outra raça igualmente qualificado ou uma mulher de qualquer raça. Muitos cargos são alternados, em que uma empresa preenche um cargo com um trabalhador e depois o demite e contrata uma nova pessoa, repetindo até encontrar alguém que considere "adequado" - o que geralmente não é uma minoria. 
Embora a discriminação na contratação seja o aspecto mais visível da discriminação econômica, muitas vezes é o mais incomum. Medidas cada vez mais fortes contra a discriminação tornaram a discriminação na contratação muito mais difícil para os empregadores. No entanto, esse é o caso apenas em acordos formais de contratação, com corporações ou outros sujeitos ao escrutínio público e à supervisão. A contratação privada, como aprendizes de eletricistas, encanadores, carpinteiros e outros ofícios , é quase totalmente dividida em linhas raciais, com quase nenhuma mulher nesses campos e a maioria das minorias treinando pessoas de sua própria raça. 

### Contra os consumidores
A maior parte da discriminação contra os consumidores diminuiu devido a leis mais rígidas contra tais práticas, mas ainda continua, tanto nos Estados Unidos quanto na Europa. As formas mais comuns de tal discriminação são a discriminação de preços e serviços. 

#### Discriminação com base no preço
A discriminação com base no preço é a cobrança de preços diferentes por bens e serviços para pessoas diferentes com base em sua raça, etnia, religião ou sexo. Não deve ser confundido com o conceito econômico separado de discriminação de preços. 
A discriminação com base no preço inclui, mas não está limitada a custos aumentados para serviços básicos (cuidados de saúde, reparação, etc.); custos aumentados para diárias (como cobrar R$  40 de uma pessoa enquanto cobra R$ 100 de outra pessoa exatamente pelo mesmo serviço prestado) ; não oferecer negócios, vendas, descontos, etc. para minorias;  taxas mais altas de seguro para minorias. 
A maioria das acusações de discriminação com base no preço são difíceis de verificar, sem documentação significativa. Estudos indicam que menos de 10% de toda a discriminação com base no preço é realmente relatada a qualquer autoridade ou órgão regulador, e muito disso é por meio de ações coletivas.  
Além disso, enquanto uma série de serviços de monitoramento e grupos de interesse do consumidorse interessam por esta forma de discriminação, há muito pouco que podem fazer para mudar isso. A maior parte da discriminação com base no preço ocorre em situações sem uma lista de preços padronizada que possa ser comparada. Nos casos de diárias, isso é facilmente dissimulado, pois poucos consumidores podem trocar orçamentos e tarifas de trabalho e, mesmo que façam o negócio em questão, podem alegar que os serviços prestados tinham custos básicos, condições etc. diferentes. 
A discriminação com base no preço em áreas onde promoções e promoções especiais simplesmente não são oferecidas pode ser justificada limitando-as àqueles com fortes classificações de crédito ou àqueles com negócios anteriores com a empresa em questão. 

#### Discriminação de serviços
Embora a discriminação de preços mencione serviços, a discriminação de serviço ocorre quando determinados serviços não são oferecidos a minorias ou são oferecidos apenas em versões inferiores. De acordo com pelo menos um estudo,  a maior parte da discriminação do consumidor se enquadra nessa categoria, pois é mais difícil de verificar e provar. Algumas afirmações de discriminação incluíram: oferecer apenas planos de seguro de alto custo ou recusa em cobrir minorias; recusar-se a oferecer financiamento a minorias; negar a prestação de serviços. 

### Contra empresas
Empresas pertencentes a minorias também podem sofrer discriminação, tanto de fornecedores quanto de bancos e outras fontes de financiamento de capital. Nos Estados Unidos, há benefícios fiscais e até benefícios de relações públicas por ter empresas pertencentes a minorias, portanto, a maioria dos casos ocorre fora dos Estados Unidos. 
As mulheres de minorias étnicas ou raciais tendem a iniciar com mais facilidade negócios de três a cinco vezes mais rápido do que todos os outros grupos sociais, de acordo com um artigo da Babson College. No entanto, uma vez no mercado, seu crescimento fica atrás de todas as outras empresas, de acordo com os resultados de um estudo plurianual conduzido pelo Center for Women's Business Research em parceria com o Babson College, explorando o impacto de raça e gênero no crescimento de empresas de propriedade por mulheres afro-americanas, asiáticas, latinas e outras etnias. 

#### Discriminação discreta de uso
Essa forma de discriminação abrange fornecedores que fornecem produtos abaixo do padrão para uma empresa ou manipulam os preços da empresa em compras e pedidos de reabastecimento. 

#### Discriminação de investimento de capital
Uma fonte mais significativa de discriminação percebida está nos mercados de investimento de capital. Os bancos são frequentemente acusados de não fornecer empréstimos e outros instrumentos financeiros para empresas pertencentes a minorias no centro da cidade.  A maioria das pesquisas indica que o setor bancário como um todo é sistêmico em seu abuso do sistema jurídico para evitar empréstimos de "alto risco" a minorias, apontando que os bancos não podem fornecer fatos que sustentem suas afirmações de que negam tais empréstimos a uma alta taxa de não pagamento. 
Por outro lado, a maioria das instituições financeiras e alguns economistas acham que, com muita frequência, os bancos são acusados injustamente de discriminação contra empresas pertencentes a minorias quando tal negócio simplesmente não vale tal risco de crédito e que ninguém consideraria tal decisão discriminatória se o negócio não era propriedade de minorias. Essas acusações de racismo reverso ou análise preconceituosa são uma fonte de controvérsia de longa data no estudo da discriminação econômica. 

## Discriminação econômica global
Um número crescente de economistas e teóricos do comércio internacional sugere que a discriminação econômica vai muito além dos limites de indivíduos ou empresas. As formas de discriminação econômica em maior escala, e as mais amplas, afetam nações inteiras ou regiões globais. 
Muitos consideram que um sistema econômico mundial aberto (globalização), que inclui organismos mundiais como o Fundo Monetário Internacional (FMI), o Banco Mundial e o Banco Internacional para Reconstrução e Desenvolvimento(BIRD), coloca os países em risco ao praticar técnicas explicitamente discriminatórias, como negociações bilaterais e regionais, bem como equilíbrios comerciais assimétricos e a manutenção de força de trabalho barata. 
Políticas comerciais como o Acordo de Livre Comércio da América do Norte (NAFTA) e o Acordo Geral sobre Tarifas e Comércio (GATT) são frequentemente consideradas medidas financeiras que servem para oprimir economicamente as nações do terceiro mundo. 
Isso pode incluir: 
- Termos desfavoráveis para apoio monetário de instituições bancárias mundiais
- Diplomacia coercitiva para suplantar lideranças locais, regionais ou nacionais em favor daqueles que agirão conforme demandam investidores estrangeiros.
- Aumento dos preços para o fornecimento de suprimentos médicos básicos para nações com base étnica ou religiosa.
- Recusa de acordos comerciais.
- Acordos comerciais restritivos. [11]